# Gâscă
Anser este un gen de păsări acvatice care include gâștele gri și gâștele albe. Face parte din subfamilia Anserinae a gâștelor și a lebedelor din familia Anatidae. Genul are o distribuție holarctică, cel puțin o specie reproducându-se vara în orice habitat deschis și umed din regiunile subarctice și temperate reci ale emisferei nordice. Unele specii se reproduc și mai la sud, ajungând în regiunile temperate calde. Iarna migrează mai ales spre sud, de obicei către regiuni din zona temperată situate între izotermele de 0 °C și 5 °C în ianuarie.
Genul conține 11 specii vii.

## Taxonomie și evoluție
Genul Anser a fost introdus de zoologul francez Mathurin Jacques Brisson în 1760. Numele provine de la cuvântul latin anser care înseamnă „gâscă” folosit ca epitet specific pentru gâsca de vară (Anas anser) introdusă de Linnaeus în 1758, epitet care a fost repetat pentru a deveni numele său generic ca specie tip.

### Filogenie
Relațiile evolutive dintre gâștele Anser au fost dificil de rezolvat din cauza răspândirii lor rapide în timpul Pleistocenului și a hibridării frecvente. În 2016, Ottenburghs și colegii săi au publicat un studiu care a stabilit relațiile filogenetice dintre specii prin compararea secvențelor de ADN exonic.
|  | Gâscă imperială (Anser canagicus)                                                                    |
|  | |
|  | \| \| Gâscă polară (Anser rossii) \| \| \| \| \| \| Gâscă de zăpadă (Anser caerulescens) \| \| \| \| |
|  | |
|  | Gâscă polară (Anser rossii)                                                                          |
|  | |
|  | Gâscă de zăpadă (Anser caerulescens)                                                                 |
|  | |

|  | Gâscă polară (Anser rossii)          |
|  |                                      |
|  | Gâscă de zăpadă (Anser caerulescens) |
|  |                                      |

|  | Gâscă de semănătură (Anser fabalis)                                                                                 |
|  | |
|  | \| \| Gâscă cu cioc scurt (Anser brachyrhynchus) \| \| \| \| \| \| Gâscă de tundră (Anser serrirostris) \| \| \| \| |
|  | |
|  | Gâscă cu cioc scurt (Anser brachyrhynchus)                                                                          |
|  | |
|  | Gâscă de tundră (Anser serrirostris)                                                                                |
|  | |

|  | Gâscă cu cioc scurt (Anser brachyrhynchus) |
|  |                                            |
|  | Gâscă de tundră (Anser serrirostris)       |
|  |                                            |

|  | Gârliță mare (Anser albifrons)  |
|  |                                 |
|  | Gârliță mică (Anser erythropus) |
|  |                                 |

|  | Gâscă de semănătură (Anser fabalis)                                                                                 |
|  | |
|  | \| \| Gâscă cu cioc scurt (Anser brachyrhynchus) \| \| \| \| \| \| Gâscă de tundră (Anser serrirostris) \| \| \| \| |
|  | |
|  | Gâscă cu cioc scurt (Anser brachyrhynchus)                                                                          |
|  | |
|  | Gâscă de tundră (Anser serrirostris)                                                                                |
|  | |

|  | Gâscă cu cioc scurt (Anser brachyrhynchus) |
|  |                                            |
|  | Gâscă de tundră (Anser serrirostris)       |
|  |                                            |

|  | Gârliță mare (Anser albifrons)  |
|  |                                 |
|  | Gârliță mică (Anser erythropus) |
|  |                                 |

|  | Gâscă de semănătură (Anser fabalis)                                                                                 |
|  | |
|  | \| \| Gâscă cu cioc scurt (Anser brachyrhynchus) \| \| \| \| \| \| Gâscă de tundră (Anser serrirostris) \| \| \| \| |
|  | |
|  | Gâscă cu cioc scurt (Anser brachyrhynchus)                                                                          |
|  | |
|  | Gâscă de tundră (Anser serrirostris)                                                                                |
|  | |

|  | Gâscă cu cioc scurt (Anser brachyrhynchus) |
|  |                                            |
|  | Gâscă de tundră (Anser serrirostris)       |
|  |                                            |

|  | Gârliță mare (Anser albifrons)  |
|  |                                 |
|  | Gârliță mică (Anser erythropus) |
|  |                                 |

|  | Gâscă de semănătură (Anser fabalis)                                                                                 |
|  | |
|  | \| \| Gâscă cu cioc scurt (Anser brachyrhynchus) \| \| \| \| \| \| Gâscă de tundră (Anser serrirostris) \| \| \| \| |
|  | |
|  | Gâscă cu cioc scurt (Anser brachyrhynchus)                                                                          |
|  | |
|  | Gâscă de tundră (Anser serrirostris)                                                                                |
|  | |

|  | Gâscă cu cioc scurt (Anser brachyrhynchus) |
|  |                                            |
|  | Gâscă de tundră (Anser serrirostris)       |
|  |                                            |

|  | Gârliță mare (Anser albifrons)  |
|  |                                 |
|  | Gârliță mică (Anser erythropus) |
|  |                                 |

|  | Gâscă de semănătură (Anser fabalis)                                                                                 |
|  | |
|  | \| \| Gâscă cu cioc scurt (Anser brachyrhynchus) \| \| \| \| \| \| Gâscă de tundră (Anser serrirostris) \| \| \| \| |
|  | |
|  | Gâscă cu cioc scurt (Anser brachyrhynchus)                                                                          |
|  | |
|  | Gâscă de tundră (Anser serrirostris)                                                                                |
|  | |

|  | Gâscă cu cioc scurt (Anser brachyrhynchus) |
|  |                                            |
|  | Gâscă de tundră (Anser serrirostris)       |
|  |                                            |

|  | Gârliță mare (Anser albifrons)  |
|  |                                 |
|  | Gârliță mică (Anser erythropus) |
|  |                                 |

|  | Gâscă de semănătură (Anser fabalis)                                                                                 |
|  | |
|  | \| \| Gâscă cu cioc scurt (Anser brachyrhynchus) \| \| \| \| \| \| Gâscă de tundră (Anser serrirostris) \| \| \| \| |
|  | |
|  | Gâscă cu cioc scurt (Anser brachyrhynchus)                                                                          |
|  | |
|  | Gâscă de tundră (Anser serrirostris)                                                                                |
|  | |

|  | Gâscă cu cioc scurt (Anser brachyrhynchus) |
|  |                                            |
|  | Gâscă de tundră (Anser serrirostris)       |
|  |                                            |

|  | Gârliță mare (Anser albifrons)  |
|  |                                 |
|  | Gârliță mică (Anser erythropus) |
|  |                                 |

|  | Gâscă de semănătură (Anser fabalis)                                                                                 |
|  | |
|  | \| \| Gâscă cu cioc scurt (Anser brachyrhynchus) \| \| \| \| \| \| Gâscă de tundră (Anser serrirostris) \| \| \| \| |
|  | |
|  | Gâscă cu cioc scurt (Anser brachyrhynchus)                                                                          |
|  | |
|  | Gâscă de tundră (Anser serrirostris)                                                                                |
|  | |

|  | Gâscă cu cioc scurt (Anser brachyrhynchus) |
|  |                                            |
|  | Gâscă de tundră (Anser serrirostris)       |
|  |                                            |

|  | Gârliță mare (Anser albifrons)  |
|  |                                 |
|  | Gârliță mică (Anser erythropus) |
|  |                                 |

|  | Gâscă de semănătură (Anser fabalis)                                                                                 |
|  | |
|  | \| \| Gâscă cu cioc scurt (Anser brachyrhynchus) \| \| \| \| \| \| Gâscă de tundră (Anser serrirostris) \| \| \| \| |
|  | |
|  | Gâscă cu cioc scurt (Anser brachyrhynchus)                                                                          |
|  | |
|  | Gâscă de tundră (Anser serrirostris)                                                                                |
|  | |

|  | Gâscă cu cioc scurt (Anser brachyrhynchus) |
|  |                                            |
|  | Gâscă de tundră (Anser serrirostris)       |
|  |                                            |

|  | Gârliță mare (Anser albifrons)  |
|  |                                 |
|  | Gârliță mică (Anser erythropus) |
|  |                                 |

|  | Gâscă imperială (Anser canagicus)                                                                    |
|  | |
|  | \| \| Gâscă polară (Anser rossii) \| \| \| \| \| \| Gâscă de zăpadă (Anser caerulescens) \| \| \| \| |
|  | |
|  | Gâscă polară (Anser rossii)                                                                          |
|  | |
|  | Gâscă de zăpadă (Anser caerulescens)                                                                 |
|  | |

|  | Gâscă polară (Anser rossii)          |
|  |                                      |
|  | Gâscă de zăpadă (Anser caerulescens) |
|  |                                      |

|  | Gâscă de semănătură (Anser fabalis)                                                                                 |
|  | |
|  | \| \| Gâscă cu cioc scurt (Anser brachyrhynchus) \| \| \| \| \| \| Gâscă de tundră (Anser serrirostris) \| \| \| \| |
|  | |
|  | Gâscă cu cioc scurt (Anser brachyrhynchus)                                                                          |
|  | |
|  | Gâscă de tundră (Anser serrirostris)                                                                                |
|  | |

|  | Gâscă cu cioc scurt (Anser brachyrhynchus) |
|  |                                            |
|  | Gâscă de tundră (Anser serrirostris)       |
|  |                                            |

|  | Gârliță mare (Anser albifrons)  |
|  |                                 |
|  | Gârliță mică (Anser erythropus) |
|  |                                 |

|  | Gâscă de semănătură (Anser fabalis)                                                                                 |
|  | |
|  | \| \| Gâscă cu cioc scurt (Anser brachyrhynchus) \| \| \| \| \| \| Gâscă de tundră (Anser serrirostris) \| \| \| \| |
|  | |
|  | Gâscă cu cioc scurt (Anser brachyrhynchus)                                                                          |
|  | |
|  | Gâscă de tundră (Anser serrirostris)                                                                                |
|  | |

|  | Gâscă cu cioc scurt (Anser brachyrhynchus) |
|  |                                            |
|  | Gâscă de tundră (Anser serrirostris)       |
|  |                                            |

|  | Gârliță mare (Anser albifrons)  |
|  |                                 |
|  | Gârliță mică (Anser erythropus) |
|  |                                 |

|  | Gâscă de semănătură (Anser fabalis)                                                                                 |
|  | |
|  | \| \| Gâscă cu cioc scurt (Anser brachyrhynchus) \| \| \| \| \| \| Gâscă de tundră (Anser serrirostris) \| \| \| \| |
|  | |
|  | Gâscă cu cioc scurt (Anser brachyrhynchus)                                                                          |
|  | |
|  | Gâscă de tundră (Anser serrirostris)                                                                                |
|  | |

|  | Gâscă cu cioc scurt (Anser brachyrhynchus) |
|  |                                            |
|  | Gâscă de tundră (Anser serrirostris)       |
|  |                                            |

|  | Gârliță mare (Anser albifrons)  |
|  |                                 |
|  | Gârliță mică (Anser erythropus) |
|  |                                 |

|  | Gâscă de semănătură (Anser fabalis)                                                                                 |
|  | |
|  | \| \| Gâscă cu cioc scurt (Anser brachyrhynchus) \| \| \| \| \| \| Gâscă de tundră (Anser serrirostris) \| \| \| \| |
|  | |
|  | Gâscă cu cioc scurt (Anser brachyrhynchus)                                                                          |
|  | |
|  | Gâscă de tundră (Anser serrirostris)                                                                                |
|  | |

|  | Gâscă cu cioc scurt (Anser brachyrhynchus) |
|  |                                            |
|  | Gâscă de tundră (Anser serrirostris)       |
|  |                                            |

|  | Gârliță mare (Anser albifrons)  |
|  |                                 |
|  | Gârliță mică (Anser erythropus) |
|  |                                 |

|  | Gâscă de semănătură (Anser fabalis)                                                                                 |
|  | |
|  | \| \| Gâscă cu cioc scurt (Anser brachyrhynchus) \| \| \| \| \| \| Gâscă de tundră (Anser serrirostris) \| \| \| \| |
|  | |
|  | Gâscă cu cioc scurt (Anser brachyrhynchus)                                                                          |
|  | |
|  | Gâscă de tundră (Anser serrirostris)                                                                                |
|  | |

|  | Gâscă cu cioc scurt (Anser brachyrhynchus) |
|  |                                            |
|  | Gâscă de tundră (Anser serrirostris)       |
|  |                                            |

|  | Gârliță mare (Anser albifrons)  |
|  |                                 |
|  | Gârliță mică (Anser erythropus) |
|  |                                 |

|  | Gâscă de semănătură (Anser fabalis)                                                                                 |
|  | |
|  | \| \| Gâscă cu cioc scurt (Anser brachyrhynchus) \| \| \| \| \| \| Gâscă de tundră (Anser serrirostris) \| \| \| \| |
|  | |
|  | Gâscă cu cioc scurt (Anser brachyrhynchus)                                                                          |
|  | |
|  | Gâscă de tundră (Anser serrirostris)                                                                                |
|  | |

|  | Gâscă cu cioc scurt (Anser brachyrhynchus) |
|  |                                            |
|  | Gâscă de tundră (Anser serrirostris)       |
|  |                                            |

|  | Gârliță mare (Anser albifrons)  |
|  |                                 |
|  | Gârliță mică (Anser erythropus) |
|  |                                 |

|  | Gâscă de semănătură (Anser fabalis)                                                                                 |
|  | |
|  | \| \| Gâscă cu cioc scurt (Anser brachyrhynchus) \| \| \| \| \| \| Gâscă de tundră (Anser serrirostris) \| \| \| \| |
|  | |
|  | Gâscă cu cioc scurt (Anser brachyrhynchus)                                                                          |
|  | |
|  | Gâscă de tundră (Anser serrirostris)                                                                                |
|  | |

|  | Gâscă cu cioc scurt (Anser brachyrhynchus) |
|  |                                            |
|  | Gâscă de tundră (Anser serrirostris)       |
|  |                                            |

|  | Gârliță mare (Anser albifrons)  |
|  |                                 |
|  | Gârliță mică (Anser erythropus) |
|  |                                 |

|  | Gâscă de semănătură (Anser fabalis)                                                                                 |
|  | |
|  | \| \| Gâscă cu cioc scurt (Anser brachyrhynchus) \| \| \| \| \| \| Gâscă de tundră (Anser serrirostris) \| \| \| \| |
|  | |
|  | Gâscă cu cioc scurt (Anser brachyrhynchus)                                                                          |
|  | |
|  | Gâscă de tundră (Anser serrirostris)                                                                                |
|  | |

|  | Gâscă cu cioc scurt (Anser brachyrhynchus) |
|  |                                            |
|  | Gâscă de tundră (Anser serrirostris)       |
|  |                                            |

|  | Gârliță mare (Anser albifrons)  |
|  |                                 |
|  | Gârliță mică (Anser erythropus) |
|  |                                 |

|  | Gâscă imperială (Anser canagicus)                                                                    |
|  | |
|  | \| \| Gâscă polară (Anser rossii) \| \| \| \| \| \| Gâscă de zăpadă (Anser caerulescens) \| \| \| \| |
|  | |
|  | Gâscă polară (Anser rossii)                                                                          |
|  | |
|  | Gâscă de zăpadă (Anser caerulescens)                                                                 |
|  | |

|  | Gâscă polară (Anser rossii)          |
|  |                                      |
|  | Gâscă de zăpadă (Anser caerulescens) |
|  |                                      |

|  | Gâscă de semănătură (Anser fabalis)                                                                                 |
|  | |
|  | \| \| Gâscă cu cioc scurt (Anser brachyrhynchus) \| \| \| \| \| \| Gâscă de tundră (Anser serrirostris) \| \| \| \| |
|  | |
|  | Gâscă cu cioc scurt (Anser brachyrhynchus)                                                                          |
|  | |
|  | Gâscă de tundră (Anser serrirostris)                                                                                |
|  | |

|  | Gâscă cu cioc scurt (Anser brachyrhynchus) |
|  |                                            |
|  | Gâscă de tundră (Anser serrirostris)       |
|  |                                            |

|  | Gârliță mare (Anser albifrons)  |
|  |                                 |
|  | Gârliță mică (Anser erythropus) |
|  |                                 |

|  | Gâscă de semănătură (Anser fabalis)                                                                                 |
|  | |
|  | \| \| Gâscă cu cioc scurt (Anser brachyrhynchus) \| \| \| \| \| \| Gâscă de tundră (Anser serrirostris) \| \| \| \| |
|  | |
|  | Gâscă cu cioc scurt (Anser brachyrhynchus)                                                                          |
|  | |
|  | Gâscă de tundră (Anser serrirostris)                                                                                |
|  | |

|  | Gâscă cu cioc scurt (Anser brachyrhynchus) |
|  |                                            |
|  | Gâscă de tundră (Anser serrirostris)       |
|  |                                            |

|  | Gârliță mare (Anser albifrons)  |
|  |                                 |
|  | Gârliță mică (Anser erythropus) |
|  |                                 |

|  | Gâscă de semănătură (Anser fabalis)                                                                                 |
|  | |
|  | \| \| Gâscă cu cioc scurt (Anser brachyrhynchus) \| \| \| \| \| \| Gâscă de tundră (Anser serrirostris) \| \| \| \| |
|  | |
|  | Gâscă cu cioc scurt (Anser brachyrhynchus)                                                                          |
|  | |
|  | Gâscă de tundră (Anser serrirostris)                                                                                |
|  | |

|  | Gâscă cu cioc scurt (Anser brachyrhynchus) |
|  |                                            |
|  | Gâscă de tundră (Anser serrirostris)       |
|  |                                            |

|  | Gârliță mare (Anser albifrons)  |
|  |                                 |
|  | Gârliță mică (Anser erythropus) |
|  |                                 |

|  | Gâscă de semănătură (Anser fabalis)                                                                                 |
|  | |
|  | \| \| Gâscă cu cioc scurt (Anser brachyrhynchus) \| \| \| \| \| \| Gâscă de tundră (Anser serrirostris) \| \| \| \| |
|  | |
|  | Gâscă cu cioc scurt (Anser brachyrhynchus)                                                                          |
|  | |
|  | Gâscă de tundră (Anser serrirostris)                                                                                |
|  | |

|  | Gâscă cu cioc scurt (Anser brachyrhynchus) |
|  |                                            |
|  | Gâscă de tundră (Anser serrirostris)       |
|  |                                            |

|  | Gârliță mare (Anser albifrons)  |
|  |                                 |
|  | Gârliță mică (Anser erythropus) |
|  |                                 |

|  | Gâscă de semănătură (Anser fabalis)                                                                                 |
|  | |
|  | \| \| Gâscă cu cioc scurt (Anser brachyrhynchus) \| \| \| \| \| \| Gâscă de tundră (Anser serrirostris) \| \| \| \| |
|  | |
|  | Gâscă cu cioc scurt (Anser brachyrhynchus)                                                                          |
|  | |
|  | Gâscă de tundră (Anser serrirostris)                                                                                |
|  | |

|  | Gâscă cu cioc scurt (Anser brachyrhynchus) |
|  |                                            |
|  | Gâscă de tundră (Anser serrirostris)       |
|  |                                            |

|  | Gârliță mare (Anser albifrons)  |
|  |                                 |
|  | Gârliță mică (Anser erythropus) |
|  |                                 |

|  | Gâscă de semănătură (Anser fabalis)                                                                                 |
|  | |
|  | \| \| Gâscă cu cioc scurt (Anser brachyrhynchus) \| \| \| \| \| \| Gâscă de tundră (Anser serrirostris) \| \| \| \| |
|  | |
|  | Gâscă cu cioc scurt (Anser brachyrhynchus)                                                                          |
|  | |
|  | Gâscă de tundră (Anser serrirostris)                                                                                |
|  | |

|  | Gâscă cu cioc scurt (Anser brachyrhynchus) |
|  |                                            |
|  | Gâscă de tundră (Anser serrirostris)       |
|  |                                            |

|  | Gârliță mare (Anser albifrons)  |
|  |                                 |
|  | Gârliță mică (Anser erythropus) |
|  |                                 |

|  | Gâscă de semănătură (Anser fabalis)                                                                                 |
|  | |
|  | \| \| Gâscă cu cioc scurt (Anser brachyrhynchus) \| \| \| \| \| \| Gâscă de tundră (Anser serrirostris) \| \| \| \| |
|  | |
|  | Gâscă cu cioc scurt (Anser brachyrhynchus)                                                                          |
|  | |
|  | Gâscă de tundră (Anser serrirostris)                                                                                |
|  | |

|  | Gâscă cu cioc scurt (Anser brachyrhynchus) |
|  |                                            |
|  | Gâscă de tundră (Anser serrirostris)       |
|  |                                            |

|  | Gârliță mare (Anser albifrons)  |
|  |                                 |
|  | Gârliță mică (Anser erythropus) |
|  |                                 |

|  | Gâscă de semănătură (Anser fabalis)                                                                                 |
|  | |
|  | \| \| Gâscă cu cioc scurt (Anser brachyrhynchus) \| \| \| \| \| \| Gâscă de tundră (Anser serrirostris) \| \| \| \| |
|  | |
|  | Gâscă cu cioc scurt (Anser brachyrhynchus)                                                                          |
|  | |
|  | Gâscă de tundră (Anser serrirostris)                                                                                |
|  | |

|  | Gâscă cu cioc scurt (Anser brachyrhynchus) |
|  |                                            |
|  | Gâscă de tundră (Anser serrirostris)       |
|  |                                            |

|  | Gârliță mare (Anser albifrons)  |
|  |                                 |
|  | Gârliță mică (Anser erythropus) |
|  |                                 |

|  | Gâscă imperială (Anser canagicus)                                                                    |
|  | |
|  | \| \| Gâscă polară (Anser rossii) \| \| \| \| \| \| Gâscă de zăpadă (Anser caerulescens) \| \| \| \| |
|  | |
|  | Gâscă polară (Anser rossii)                                                                          |
|  | |
|  | Gâscă de zăpadă (Anser caerulescens)                                                                 |
|  | |

|  | Gâscă polară (Anser rossii)          |
|  |                                      |
|  | Gâscă de zăpadă (Anser caerulescens) |
|  |                                      |

|  | Gâscă de semănătură (Anser fabalis)                                                                                 |
|  | |
|  | \| \| Gâscă cu cioc scurt (Anser brachyrhynchus) \| \| \| \| \| \| Gâscă de tundră (Anser serrirostris) \| \| \| \| |
|  | |
|  | Gâscă cu cioc scurt (Anser brachyrhynchus)                                                                          |
|  | |
|  | Gâscă de tundră (Anser serrirostris)                                                                                |
|  | |

|  | Gâscă cu cioc scurt (Anser brachyrhynchus) |
|  |                                            |
|  | Gâscă de tundră (Anser serrirostris)       |
|  |                                            |

|  | Gârliță mare (Anser albifrons)  |
|  |                                 |
|  | Gârliță mică (Anser erythropus) |
|  |                                 |

|  | Gâscă de semănătură (Anser fabalis)                                                                                 |
|  | |
|  | \| \| Gâscă cu cioc scurt (Anser brachyrhynchus) \| \| \| \| \| \| Gâscă de tundră (Anser serrirostris) \| \| \| \| |
|  | |
|  | Gâscă cu cioc scurt (Anser brachyrhynchus)                                                                          |
|  | |
|  | Gâscă de tundră (Anser serrirostris)                                                                                |
|  | |

|  | Gâscă cu cioc scurt (Anser brachyrhynchus) |
|  |                                            |
|  | Gâscă de tundră (Anser serrirostris)       |
|  |                                            |

|  | Gârliță mare (Anser albifrons)  |
|  |                                 |
|  | Gârliță mică (Anser erythropus) |
|  |                                 |

|  | Gâscă de semănătură (Anser fabalis)                                                                                 |
|  | |
|  | \| \| Gâscă cu cioc scurt (Anser brachyrhynchus) \| \| \| \| \| \| Gâscă de tundră (Anser serrirostris) \| \| \| \| |
|  | |
|  | Gâscă cu cioc scurt (Anser brachyrhynchus)                                                                          |
|  | |
|  | Gâscă de tundră (Anser serrirostris)                                                                                |
|  | |

|  | Gâscă cu cioc scurt (Anser brachyrhynchus) |
|  |                                            |
|  | Gâscă de tundră (Anser serrirostris)       |
|  |                                            |

|  | Gârliță mare (Anser albifrons)  |
|  |                                 |
|  | Gârliță mică (Anser erythropus) |
|  |                                 |

|  | Gâscă de semănătură (Anser fabalis)                                                                                 |
|  | |
|  | \| \| Gâscă cu cioc scurt (Anser brachyrhynchus) \| \| \| \| \| \| Gâscă de tundră (Anser serrirostris) \| \| \| \| |
|  | |
|  | Gâscă cu cioc scurt (Anser brachyrhynchus)                                                                          |
|  | |
|  | Gâscă de tundră (Anser serrirostris)                                                                                |
|  | |

|  | Gâscă cu cioc scurt (Anser brachyrhynchus) |
|  |                                            |
|  | Gâscă de tundră (Anser serrirostris)       |
|  |                                            |

|  | Gârliță mare (Anser albifrons)  |
|  |                                 |
|  | Gârliță mică (Anser erythropus) |
|  |                                 |

|  | Gâscă de semănătură (Anser fabalis)                                                                                 |
|  | |
|  | \| \| Gâscă cu cioc scurt (Anser brachyrhynchus) \| \| \| \| \| \| Gâscă de tundră (Anser serrirostris) \| \| \| \| |
|  | |
|  | Gâscă cu cioc scurt (Anser brachyrhynchus)                                                                          |
|  | |
|  | Gâscă de tundră (Anser serrirostris)                                                                                |
|  | |

|  | Gâscă cu cioc scurt (Anser brachyrhynchus) |
|  |                                            |
|  | Gâscă de tundră (Anser serrirostris)       |
|  |                                            |

|  | Gârliță mare (Anser albifrons)  |
|  |                                 |
|  | Gârliță mică (Anser erythropus) |
|  |                                 |

|  | Gâscă de semănătură (Anser fabalis)                                                                                 |
|  | |
|  | \| \| Gâscă cu cioc scurt (Anser brachyrhynchus) \| \| \| \| \| \| Gâscă de tundră (Anser serrirostris) \| \| \| \| |
|  | |
|  | Gâscă cu cioc scurt (Anser brachyrhynchus)                                                                          |
|  | |
|  | Gâscă de tundră (Anser serrirostris)                                                                                |
|  | |

|  | Gâscă cu cioc scurt (Anser brachyrhynchus) |
|  |                                            |
|  | Gâscă de tundră (Anser serrirostris)       |
|  |                                            |

|  | Gârliță mare (Anser albifrons)  |
|  |                                 |
|  | Gârliță mică (Anser erythropus) |
|  |                                 |

|  | Gâscă de semănătură (Anser fabalis)                                                                                 |
|  | |
|  | \| \| Gâscă cu cioc scurt (Anser brachyrhynchus) \| \| \| \| \| \| Gâscă de tundră (Anser serrirostris) \| \| \| \| |
|  | |
|  | Gâscă cu cioc scurt (Anser brachyrhynchus)                                                                          |
|  | |
|  | Gâscă de tundră (Anser serrirostris)                                                                                |
|  | |

|  | Gâscă cu cioc scurt (Anser brachyrhynchus) |
|  |                                            |
|  | Gâscă de tundră (Anser serrirostris)       |
|  |                                            |

|  | Gârliță mare (Anser albifrons)  |
|  |                                 |
|  | Gârliță mică (Anser erythropus) |
|  |                                 |

|  | Gâscă de semănătură (Anser fabalis)                                                                                 |
|  | |
|  | \| \| Gâscă cu cioc scurt (Anser brachyrhynchus) \| \| \| \| \| \| Gâscă de tundră (Anser serrirostris) \| \| \| \| |
|  | |
|  | Gâscă cu cioc scurt (Anser brachyrhynchus)                                                                          |
|  | |
|  | Gâscă de tundră (Anser serrirostris)                                                                                |
|  | |

|  | Gâscă cu cioc scurt (Anser brachyrhynchus) |
|  |                                            |
|  | Gâscă de tundră (Anser serrirostris)       |
|  |                                            |

|  | Gârliță mare (Anser albifrons)  |
|  |                                 |
|  | Gârliță mică (Anser erythropus) |
|  |                                 |

### Specii
Genul conține 11 specii:
| Imagine | Denumire științifică | Nume comun          | Distribuție |
| ------- | -------------------- | ------------------- | --- |
|         | Anser indicus        | Gâscă de India      | Se reproduce în munții din Asia Centrală; iernează în Asia de Sud, Myanmar și sudul Chinei; introdusă în Europa                                                            |
|         | Anser canagicus      | Gâscă imperială     | Aproape de coasta Pacificului în Alaska, Orientul Îndepărtat rusesc și Canada                                                                                              |
|         | Anser rossii         | Gâscă polară        | Se reproduce în nordul Canadei și Alaska; iernează în Statele Unite și nordul Mexicului                                                                                    |
|         | Anser caerulescens   | Gâscă de zăpadă     | Se reproduce în nordul Canadei, Alaska și Groenlanda; iernează în Statele Unite și în nordul Mexicului                                                                     |
|         | Anser anser          | Gâscă de vară       | Europa, Asia și Africa de Nord |
|         | Anser cygnoides      | Gâscă chinezească   | Se reproduce în Mongolia, China nordică și Rusia sud-estică; iernează în China sud-estică                                                                                  |
|         | Anser fabalis        | Gâscă de semănătură | Se reproduce în Rusia, Finlanda, Norvegia și Suedia; iernează în Europa, Asia Centrală și de Est                                                                           |
|         | Anser serrirostris   | Gâscă de tundră     | Se reproduce în nordul Rusiei; iernează în Europa, Asia Centrală și de Est                                                                                                 |
|         | Anser brachyrhynchus | Gâscă cu cioc scurt | Se reproduce în Islanda, Svalbard și Groenlanda; iernează în nord-vestul Europei                                                                                           |
|         | Anser albifrons      | Gârliță mare        | Se reproduce în nordul Canadei, Alaska, Groenlanda și nordul Rusiei; iernează în Statele Unite, nordul Mexicului, Europa, Asia de Est, Irak și în apropierea Mării Caspice |
|         | Anser erythropus     | Gârliță mică        | Se reproduce în nordul Rusiei, Finlanda, Norvegia și Suedia; iernează în Asia de Est, în apropierea Mării Caspice și în sud-estul și nord-vestul Europei                   |

Următoarele gâște albe au fost separate în genul Chen. Majoritatea lucrărilor ornitologice includ acum Chen în Anser.
- Gâscă de zăpadă, Anser caerulescens
- Gâsca lui Ross, Anser rossii
- Gâscă imperială, Anser canagicus

Unele autorități tratează, de asemenea, unele subspecii ca specii distincte (în special gâsca de tundră) sau ca posibile divizări viitoare ale speciilor (în special gârlița mare din din Groenlanda).

### Înregistrare fosilă
Numeroase specii fosile au fost atribuite acestui gen. Având în vedere că este aproape imposibilă atribuirea osteologică a genului gâștelor adevărate, acest lucru trebuie privit cu precauție. Se poate presupune cu o certitudine limitată că fosilele europene din siturile interioare cunoscute aparțin Anser. Având în vedere că specii înrudite cu gâsca canadiană au fost descrise începând cu Miocenul târziu și în America de Nord, uneori în aceleași localități ca presupusele gâște de vară, acest lucru pune serios la îndoială atribuirea generică corectă a presupuselor gâște fosile nord-americane.
- †Anser atavus (Miocen mijlociu/târziu în Bavaria, Germania) – uneori în Cygnus
- †Anser arenosus Bickart 1990 (Miocenul târziu din Wickieup, USA)
- †Anser arizonae Bickart 1990 (Miocenul târziu din Wickieup, USA)
- †Anser cygniformis (Miocenul târziu din Steinheim, Germania)
- †Anser oeningensis (Meyer 1865) Milne-Edwards 1867b [Anas oeningensis Meyer 1865] (Miocenul târziu din Oehningen, Elveția)
- †Anser thraceiensis Burchak-Abramovich & Nikolov 1984 (Miocenul târziu/Pliocenul timpuriu din Trojanovo, Bulgaria)
- †Anser pratensis (Short 1970) [Heterochen pratensis Short 1970] (Pliocenul timpuriu din Brown County, SUA)
- †Anser pressus
- †Anser thompsoni Martin & Mengel 1980 (Pliocenul din Nebraska)
- †Anser azerbaidzhanicus (La începutul? Pleistocenului din Binagady, Azerbaidjan)
- †Anser devjatkini Kuročkin 1971
- †Anser eldaricus Burchak-Abramovich & Gadzyev 1978
- †Anser tchikoicus Kuročkin 1985
- †Anser djuktaiensis Zelenkov & Kurochkin 2014 (Pleistocenul târziu din Yakutia, Rusia)

?Anser scaldii Beneden 1872 nomen nudum (Miocenul târziu din Anvers, Belgia)